# Gabriel Fragnière
Gabriel Fragnière, né le 4 mars 1934 à Lausanne et mort le 9 septembre 2015 à Woluwe-Saint-Lambert, est un philosophe et professeur suisse.

## Biographie
Fragnière obtient le grade de licencié en philosophie à l'université de Lausanne. Il suit ensuite l'année post-universitaire au Collège d'Europe à Bruges (1959-1960). Il y devient assistant du recteur et directeur des études (1961-1966). Il poursuit avec deux années d'études aux États-Unis consacrées à l'histoire des religions (1966-1968). En 1993 il obtient son doctorat en philosophie à l'université de Maastricht.
La carrière de Fragnière se déroule au niveau européen, dans les domaines de l'enseignement, de la formation professionnelle, de la coopération universitaire et de la politique sociale. Il fut :
- éditeur du European Journal of Education (précédemment Paedagogica Europea), 1973-1980.
- fondateur et premier secrétaire général de la Société européenne pour la formation des ingénieurs, 1973-1980, et de l'Association for Teacher Education in Europe, 1976-1980.
- directeur du Centre européen Travail et société, Maastricht, 1980-1991
- directeur du programme EUROTECNET de la Communauté européenne.
- fondateur des Presses interuniversitaires européennes (PIE, 1985 (reprises par Peter Lang en 1999).
- directeur à temps partiel du programme d'études européennes Central European University, Prague, 1991-1993
- recteur du Collège d'Europe à Bruges, 1993-1995
- professeur de sociologie de la religion au Centre d'études sociales du Central European University, Varsovie, 2001-2003
- premier président de l'association Forum Europe des cultures, consacré à la défense et à la promotion de la diversité culturelle européenne, 2002-2005. (président intérimaire en 2009)
- président de Mémoire d’Europe, association consacrée à l'assistance des citoyens européens pour une meilleure connaissance de leur identité et de leur histoire commune.
- directeur de trois collections auprès de l'éditeur PIE – Peter Lang à Bruxelles : « Philosophie et politique », « Dieux, hommes et religions », « Europe des cultures ».

## Publications
- Le royaume de l’homme, Essai sur la religion et la démocratie (Genève, 1973).
- Ramon Llull… ou les premiers jalons d’une Europe tolérante, Portraits d’Européens (PIE, 1974).
- (avec Dieter Berstecher, Jacques Drèze, Yves Guyot, Colette Hambye, Ignace Hecquet, Jean Ladrière, Jean Jadot et Nicolas Rouche), A University of the Future, Springer Verlag, 1974.
- L’éducation créatrice, Bruxelles, Paris, 1975, (traduit en Allemand, Anglais, Espagnol, Portugais).
- L’homme et la vie, Biologie contemporaine et éthique, Paris, 1978.
- (avec Kaj Doorten), Employment and youth policy, European Centre for Work & Society, 1983.
- Égalité des chances et formation professionnelle : Résultat de l'analyse comparative de sept rapports nationaux portant sur les programmes de formation professionnelle des femmes en entreprise, juillet 1982, Office des publications officielles des Communautés européennes, 1984.
- The Future of Work: Challenge and Opportunity, Van Gorcum Ltd, 1984.
- Formation et condition humaine au XXIe siècle, PIE, 1991 (traduit en Catalan).
- (avec George Spyropoulos), Work and Social Policies in the New Europe, PIE, 1991.
- L’obligation morale et l’éthique de la prospérité, thèse de doctorat, Collection « Philosophie et Politique » N° 2, PIE, 1993.
- Stefan Zweig… ou espérer l’Europe et en mourir, Portraits d’Européens (PIE, 1993).
- Towards a competent Europe, European Interuniversity Press, 1993.
- L'Europe des compétences, European Interuniversity Press, 1993.
- L'Obligation Morale et l'Éthique De La prospérité - Le Retour Du Sujet Responsable, Presses Universitaires Européennes, 1993.
- Walter Hallstein… ou une pédagogie politique pour la fédération européenne, Portraits d’européens, PIE, 1995.
- La certitude et l’action. L’intuition est-elle une connaissance transmissible?, PIE, 1998.
- (avec Peter Chidi Okuma), Towards an African Theology: The Igbo Context in Nigeria, P.I.E.-Peter Lang, 2002.
- Le Chemin et le Regard, La Renaissance du Livre, 2004.
- (avec Karel Dobbelaere), Secularization: An Analysis at Three Levels, European Interuniversity Press, 2005.
- La religion et le pouvoir. La chrétienté, l’Occident et la démocratie (PIE - Peter Lang, Collection : « Dieux, Hommes et religions », N° 6, 2005 & 2006) (traduitn en Italien,  La religione e il potere, La cristianità, l’Occidente e la democrazia, Edizioni Dehoniane Bologna » 2008).
- Hendrik Brugmans. Building Europe by educating Europeans, Madariaga Foundation, Brussels, 2006.
- (avec Mark Dubrulle), Identités Culturelles Et Citoyenneté Européenne: Diversité Et Unité Dans La Construction Democratique De L’Europe, Peter Lang, 2008.
- (avec Ignace Berten e.a.), Regards éthiques sur l'Union Européenne, P.I.E.-Peter Lang, 2011.
- Autre regard sur l'homme et le divin : Essai sur les religions et la philosophie, EME éditions, 2015.

## Référence
- Biographie sur le site du Collège d'Europe